# Matra (entreprise, 2004)
Pour les articles homonymes, voir Matra.
Ne doit pas être confondu avec Matra (entreprise, 1941-2003).
Matra, ou Matra Manufacturing & Services, anciennement Matra Automobile, est une entreprise française de cycles et un ancien constructeur d'automobiles de série et de voitures de sport fondé en 1964.  
Née de la reprise de la société de construction automobile Automobiles René Bonnet, Matra Automobile fut un constructeur d'automobiles de série. Il s'agissait, au sein du même groupe, d'une entité distincte de Matra Sports qui s'est illustrée en compétition automobile par la construction de monoplaces (Formule 1, Formule 2, Formule 3) et de voitures Sport-prototypes.  
Après scission de Matra Automobile en 2003, celle-ci devient Matra Manufacturing & Services en 2004 et réoriente les activités de la marque Matra vers le développement de véhicules récréatifs, électriques légers et de proximité.  
Matra Manufacturing & Services est une filiale du groupe Matra jusqu'en 2013, date à laquelle l'entreprise est rachetée par Easybike, qui sera en 2022 rebaptisé Rebirth.   
Les vélos Matra sont aujourd'hui assemblés à Saint-Lô par Mobiky-Tech, une filiale du Groupe Rebirth, cette usine assemblant aussi les Solex.

## Historique

### 1964: Matra Automobile
Matra Automobile, filiale de la société Matra, est fondée le 14 octobre 1964 par Marcel Chassagny et Sylvain Floirat qui y nomment Jean-Luc Lagardère comme directeur-général et Philippe Chassagny (fils de Marcel) comme président. Le but est de diversifier ses activités en s'orientant vers l'automobile de sport et de compétition et en s'appuyant, au début, sur le rachat de la marque Automobiles René Bonnet.
Les premières voitures s'appellent Matra-Bonnet et sont une évolution des René Bonnet Djet puis, rapidement, prennent le seul nom de Matra Sports. La première voiture de conception propre, sous la direction de Philippe Guédon, est la 530, suivie par la Bagheera en 1973, puis le succès dans la production culmine avec la Renault Espace.
À la suite de ventes insuffisantes de l'Avantime en 2003, et alors que Renault cesse de confier la fabrication de l'Espace à Matra pour la transférer dans sa propre usine de Sandouville, l'usine de Romorantin ferme en février 2003.

### 2003: Scission de Matra Automobile
En septembre 2003, le groupe Pininfarina S.p.A. fait l'acquisition des activités d'ingénierie, d'essais, d'avant-projets et prototypes de Matra Automobile. La société d'ingénierie ainsi créée a pour nom Matra Automobile Engineering. 
En 2009, Segula Technologies acquiert Matra Automobile Engineering.

### 2004: Matra Manufacturing & Services
Les activités automobiles non cédées, dont l'activité liée aux pièces de rechange toujours implantée à Romorantin-Lanthenay, sont regroupées en septembre 2004 au sein de Matra Manufacturing & Services,. 
En 2004, Matra Manufacturing & Services adopte une stratégie de développement technologique et de produits ainsi que de marketing dans le domaine des véhicules récréatifs, électriques légers et de proximité. 
En 2009, Matra MS développe, produit et commercialise des véhicules du deux aux quatre roues, c'est-à-dire des solutions de transport électrique de proximité.

### 2014: rachat de Matra Manufacturing & Services par Easybike (rebaptisé Rebirth)
En septembre 2014, le groupe Lagardère SCA vend ce qu'il reste de la marque Matra, c'est-à-dire la division des vélos et scooters électriques Matra MS, au groupe normand Easybike, spécialisé dans les solutions de transport électrique de proximité,.  
Le 25 juin 2019, le tribunal de commerce de Coutances, dans le département de la Manche, place en redressement judiciaire Mobiky-Tech, filiale du groupe Easybike chargée de l'assemblage des vélos des marques Matra et Solex, avec une période d’observation de six mois. Le 18 juin 2021, le tribunal de commerce décide de mettre fin au redressement judiciaire. 
En 2022, Easybike se rebaptise Rebirth.

## Identité visuelle

Logotype de Matra Manufacturing & Services de 2004 à 2008.
Logotype de Matra MS de 2011 à 2018.
Logotype de Matra depuis 2018.

## Automobiles Matra (production avant 2004)

### Véhicules de série

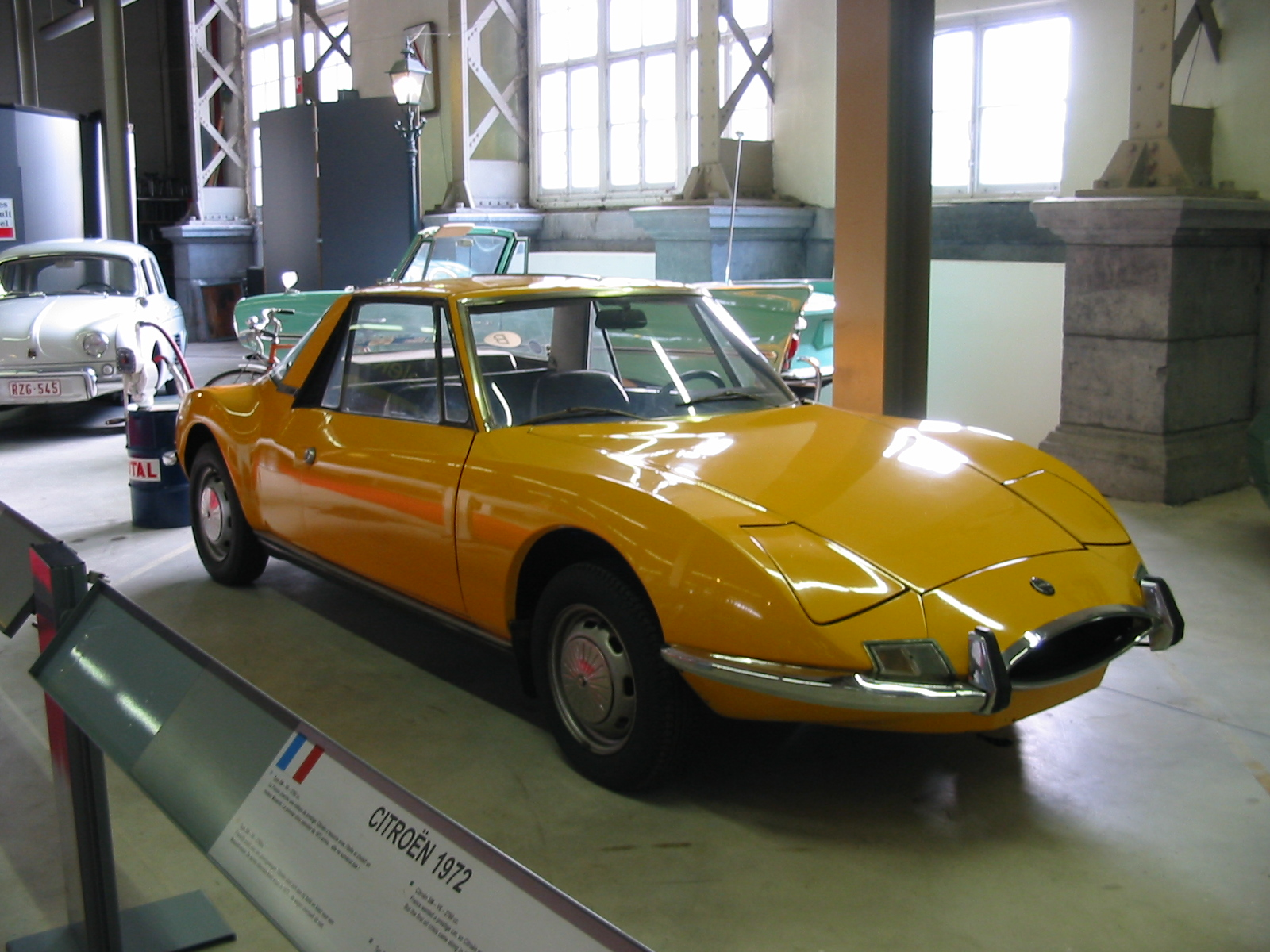
Matra 530 de 1971.

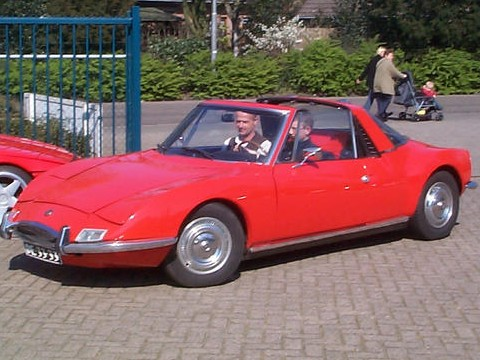
Matra M530LX.

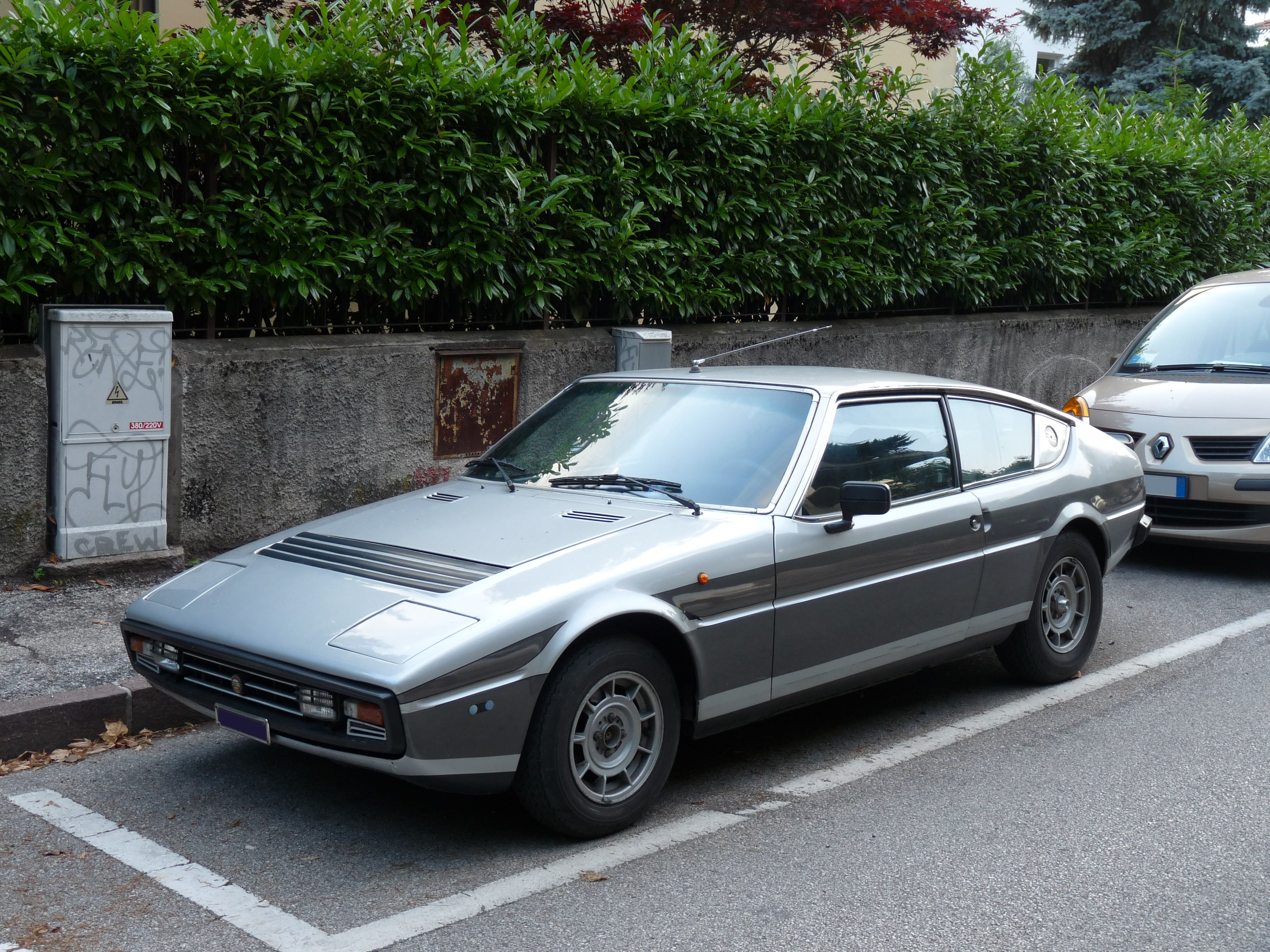
Matra Simca Bagheera.

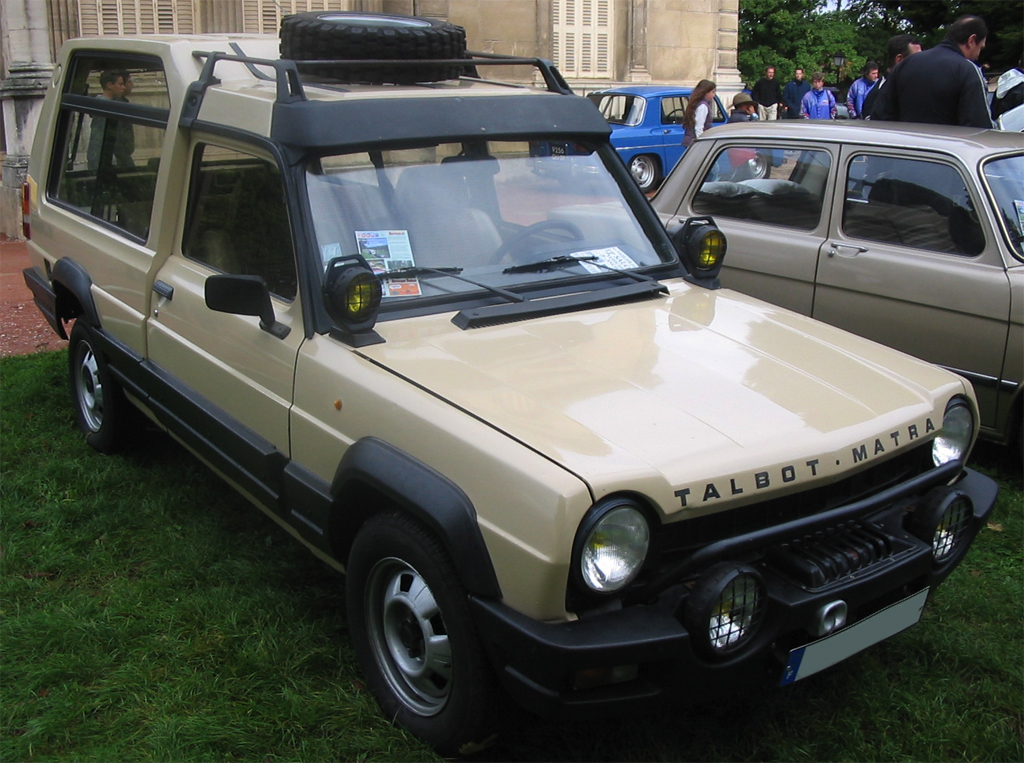
Matra Rancho.

- Matra Djet
- Matra Djet V
- Matra Djet V S
- Matra Djet VI
- Matra 530
- Matra-Simca Bagheera
- Matra Rancho
- Matra-Talbot Murena
- Renault Espace
- Renault Avantime

### Véhicules de compétition
- Formule 2 : 
  - Matra MS5
  - Matra MS7
- Formule 1
  - Matra MS9
  - Matra MS10
  - Matra MS11

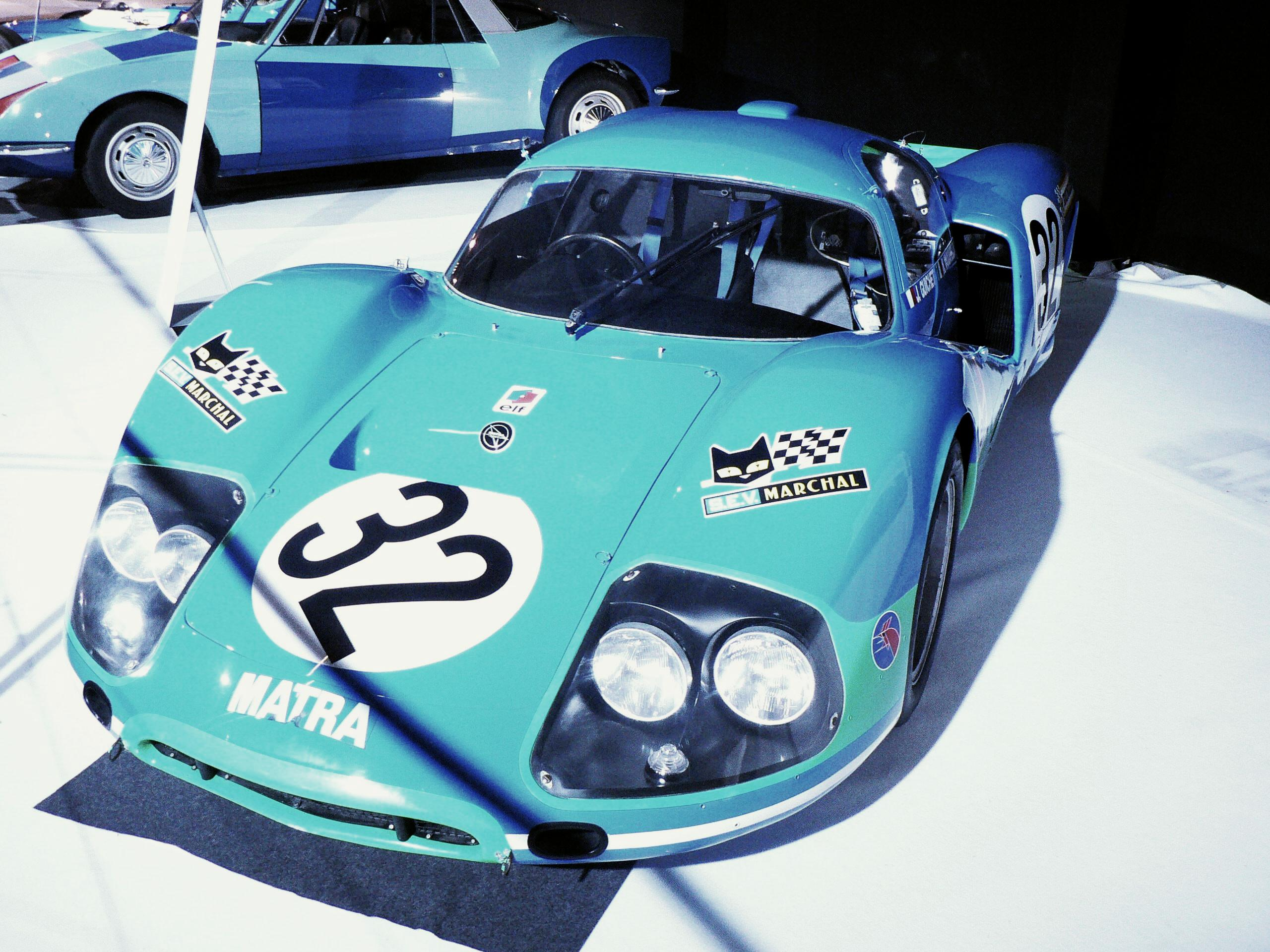
Matra MS630 Sport.

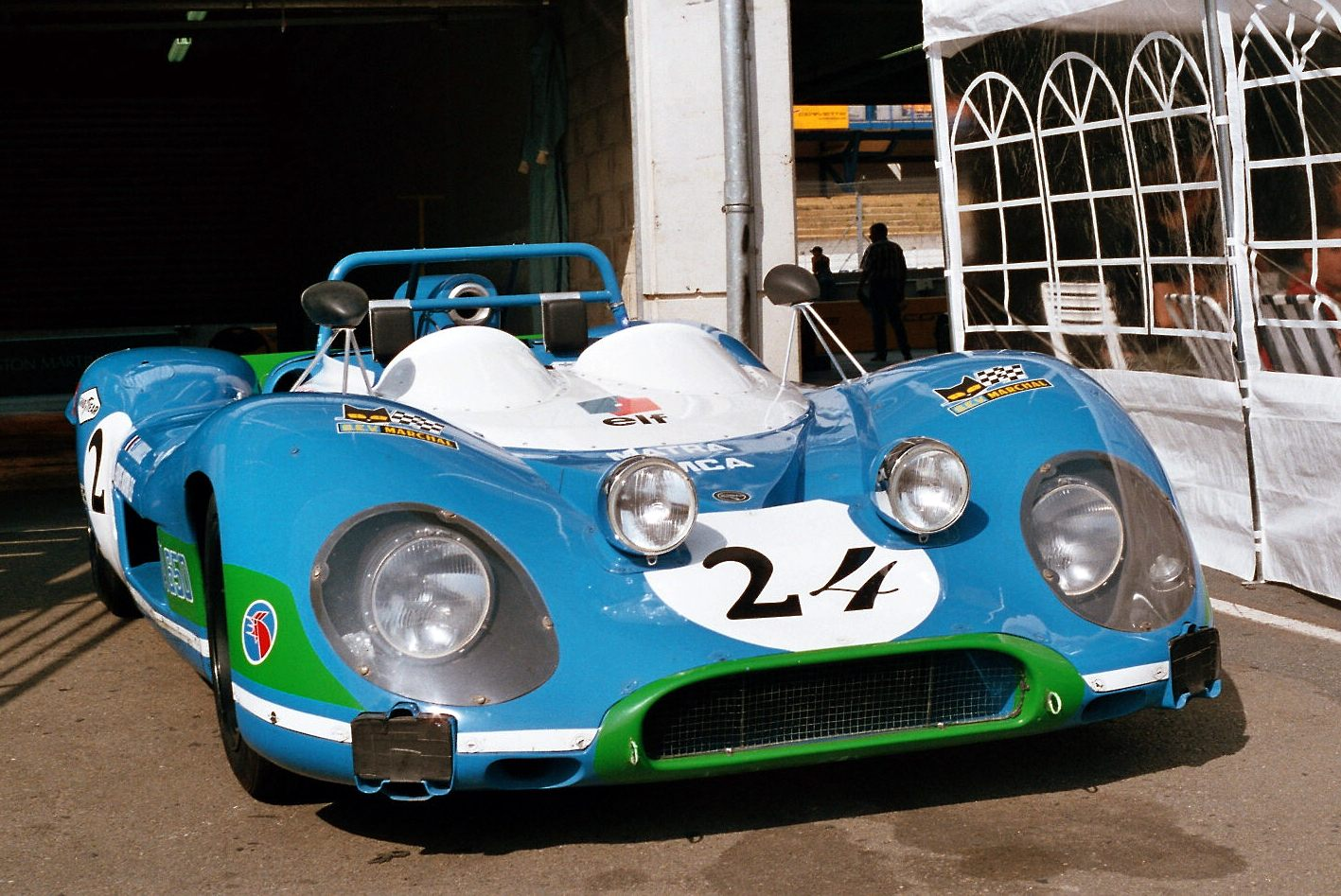
Matra MS650.

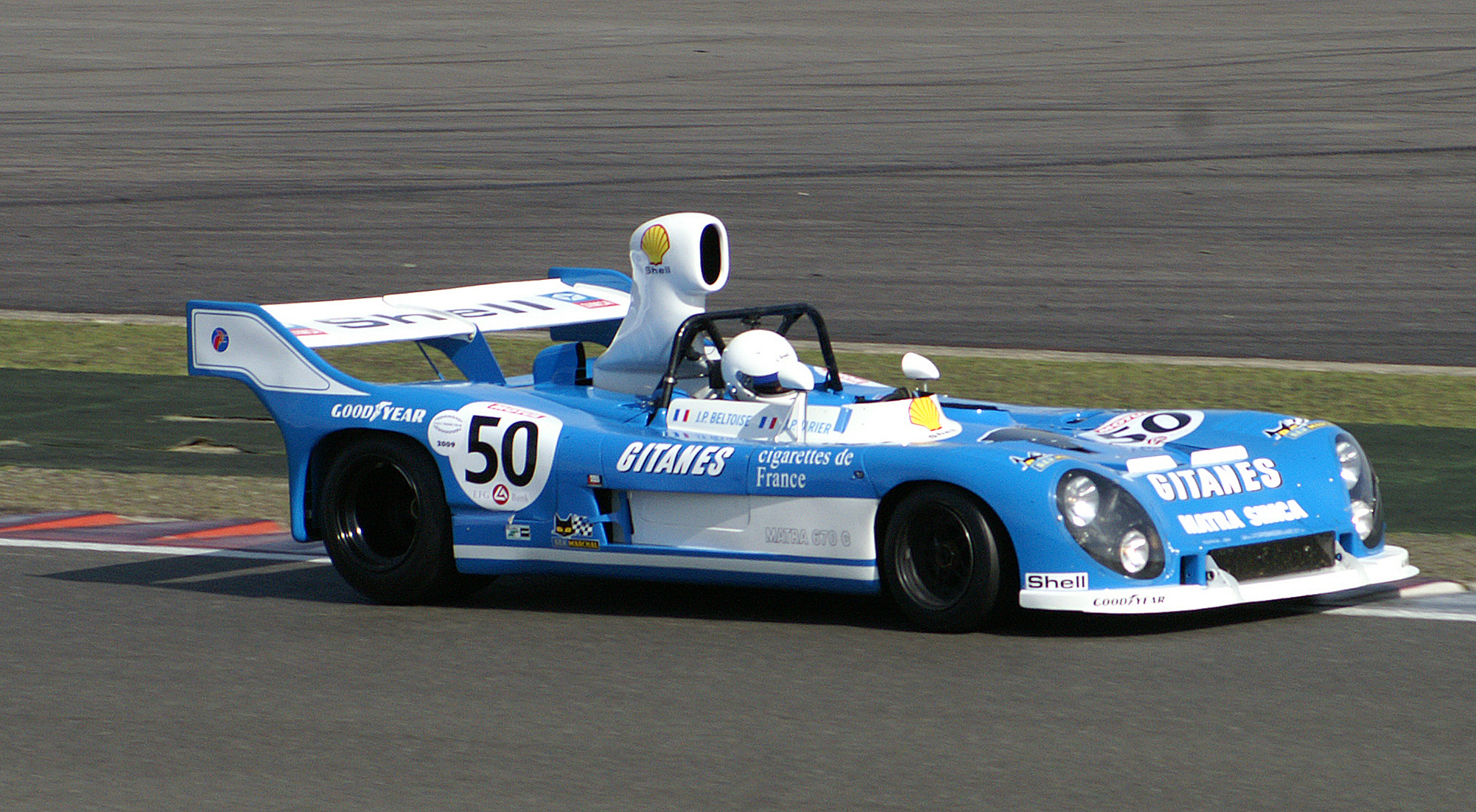
Matra MS670C.

  - Matra MS80 et Matra MS84 (championnes du monde des constructeurs 1969) (Jackie Stewart & Jean-Pierre Beltoise)
  - Matra MS120
    - Matra MS120B
    - Matra MS120C
    - Matra MS120D
- Sport-prototypes
  - Matra MS620
  - Matra MS630
  - Matra MS640 (détruite lors d'essais)
  - Matra MS650 (de) (vainqueur du Tour de France automobile 1970 (Jean-Pierre Beltoise & Patrick Depailler) et 1971 (Gérard Larrousse)
  - Matra MS660
  - Matra MS670 (championne du monde des voitures de sport en 1973 et 1974, et trois victoires aux 24h du Mans en 1972, 1973 et 1974)
  - Matra MS680
- Voiture de Rallycross
  - Matra Murena (1982 et 1983 avec Max Mamers)

## Deux-roues et vélos à assistance électrique (production depuis 2014)
- Matra Automatic
- Matra i-STEP (pour Système de Transport Electrique de Proximité).
- E-MO (Scooter électrique)

Depuis 2023, les vélos Matra sont équipés de moteurs Yamaha Motor Company.